# Alfred Rodríguez Picó
Alfred Rodríguez Picó   (Barcelona, 13 de setembre de 1958) és un meteoròleg conegut sobretot per la seva faceta com a presentador en programes de televisió i ràdio. Va ser premiat per Òmnium Cultural pel millor programa de televisió (2007, 28è premi Òmnium Cultural de TV per El temps del Picó).

## Biografia
Meteoròleg autodidacta, als nou anys va tenir el seu primer observatori meteorològic en la seva casa d'Horta-Guinardó. Als quinze anys va començar a treballar a l'Institut botànic de Montjuïc, als setze es va iniciar professionalment com a informador de meteorologia a Ràdio Barcelona i col·laborant amb el Servicio Meteorológico Nacional i als disset inicià les observacions a l'Observatori de Montjuïc. Després d'una curta estada a França, on conegué el sistema meteorològic francès, tornà a Catalunya i començà a estudiar meteorologia pel seu compte.
De 1976 a 1982 i de 1987 a 1996 va escriure les prediccions del temps per a La Vanguardia, i entre els anys 1987 i 1996 va col·laborar amb El Periódico, El Correo Catalán, El Noticiero Universal, Avui i Mundo Diario. A la ràdio, Picó ha treballat a Catalunya Ràdio (1983-2002) i Ràdio Olot. Des de 1984 i fins al 2002 fou informador de meteorologia de TV3. Des de juny de 2003 presenta el programa El temps del Picó a Barcelona Televisió fins a desembre de 2012. Ha estat autor de diversos llibres de caràcter divulgatiu. Rodríguez Picó és també un dels personatges del llibre Jo no sóc espanyol, de Víctor Alexandre, publicat l'any 1999. Aficionat musical i germà del compositor Jesús Rodríguez Picó, toca el clavicèmbal; aquesta afició l'ha portat a combinar música clàssica amb la faceta meteorològica a El temps del Picó. Actualment dirigeix l'empresa de prediccions meteorològiques TAIKO Meteorologia.

## Obra
- Contes del nen del temps Barcelona: Baula, 2006. ISBN 978-84-479-1586-6
- Eduard Martorell, Alfred Rodríguez Picó Meteorologia ESO crèdit variable tipificat, segon cicle Barcelona: Enciclopèdia Catalana, 1997. 2 vol. ISBN 84-412-2715-2
- Observant el temps Barcelona: Enciclopèdia Catalana, 1993 (1994, 1997). ISBN 84-7739-331-1 (Barcelona: Pòrtic, 2002)
- Quin temps farà Barcelona: Proa, 1988 (1995, 1997, 2000, 2004) ISBN 978-84-8256-073-1
- Al cel cabretes... Barcelona: Barcanova, 2016 ISBN 978-84-4893-926-7